# Іґнац Ґюнтер
Франц Іґнац Ґюнтер (Franz Ignaz Günther, 22 листопада 1725, Альтманнштайн — 26 червня 1775, Мюнхен) — німецький скульптор, різьбяр із Баварії, визначний майстер пізньонімецького бароко в галузі сакральної скульптури. Створював великі вівтарні композиції.

## Життєпис
Його вчителями були Йоганн Баптист Штрауб (Johann Baptist Straub, 1704—1784) та Пауль Еґелль (Paul Egell, 1691—1752).
Дружина — Марія Маґдалена (шлюб — 1757, Мюнхен).

### Доробок
- Вівтарні композиції «Оплакування» та «Благовіщення» у Ваймарі. Першу характеризують трагізм і глибока емоційність, другу — граціозна рокайльна галантність.
- «Поклоніння ангела».
- Композиція «П'єта» в парафіяльному костелі святого Руперта, м. Айзельфінґ.